# Charruodon
Charruodon — вимерлий рід цинодонтів, який існував у зоні накопичення Hyperodapedon у формації Санта-Марія в басейні Парани на південному сході Бразилії протягом пізнього тріасу. Рід містить лише типовий вид Charruodon tetracuspidatus, який відомий за одним зразком невизначеного походження. За його першого опису Charruodon був умовно поміщений до родини Therioherpetidae, але дослідження 2017 року, проведене Agustín G. Martinelli та колегами, натомість відновило його як більш базального представника Probainognathia.